# Pelletkachel

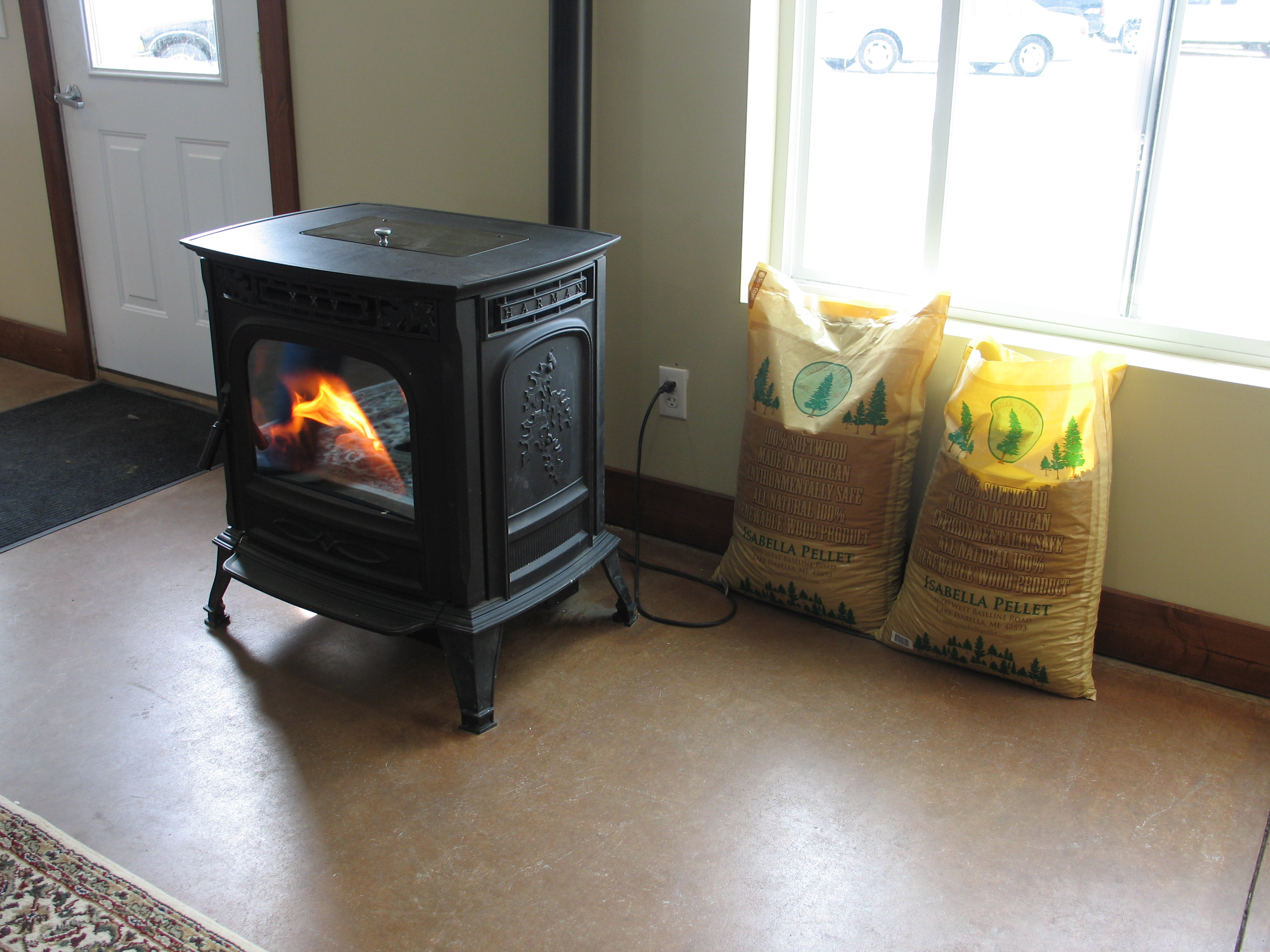
Een pelletkachel met zakken brandstof

De pelletkachel is een kachel waarin houtpellets verbrand worden. De pelletkachel lijkt, vanwege het raam waarin de vlam zichtbaar is, op een houtkachel. Er worden ook pellets vervaardigd uit andere cellulose-houdende materialen zoals stro, miscanthus, olijfpitten of artisjokresten maar de verbrandingseigenschappen van deze materialen zijn (vooralsnog) minder optimaal dan die van houtpellets. Sommige pelletkachels kunnen ook andere korrelvormige brandstoffen verbranden, bijvoorbeeld mais, kersenpitten of notendoppen.

## Werking

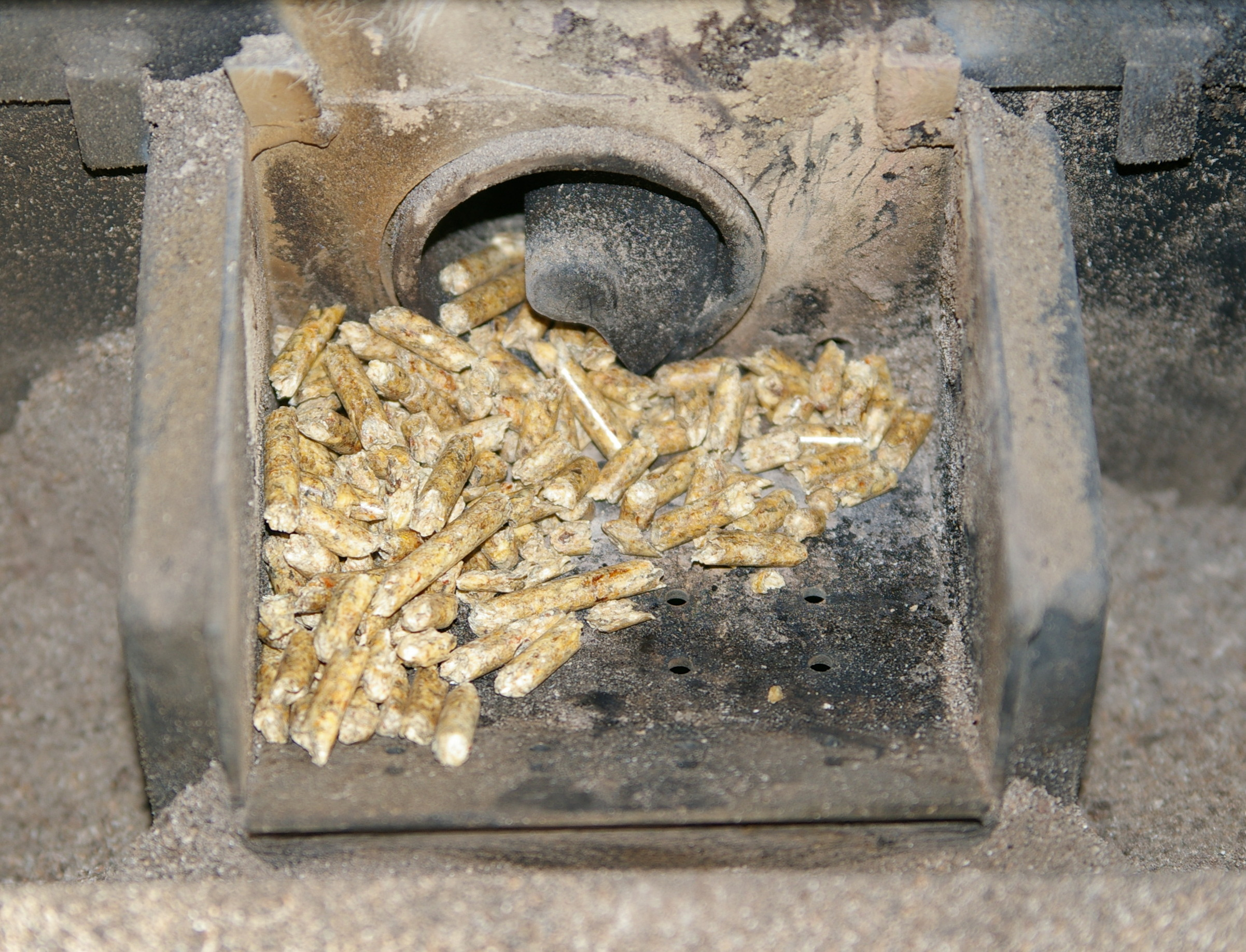
Vuurkorf van een pelletkachel. Zichtbaar is het uiteinde van de wormschroef die de pellets aanvoert.

De pelletkachel heeft een ingebouwd reservoir voor pellets. Deze worden vanuit dat reservoir mechanisch naar de vuurkorf getransporteerd (bijvoorbeeld door middel van een wormschroef). In de vuurkorf worden de pellets automatisch ontstoken met behulp van een gloeispiraal en gedoseerde luchttoevoer. Afhankelijk van de gevraagde warmte regelt de pelletkachel de snelheid van aanvoer van pellets en de luchttoevoer. De rookgassen worden met een ventilator naar buiten geblazen. Een pelletkachel heeft een beduidend hoger rendement dan een traditionele houtkachel of open haard. Fabrikanten claimen in de regel een rendement van 80-97%. Vanwege de relatief lage temperatuur van de af te voeren rookgassen (maximaal 220° Celsius) en de mechanische afvoer daarvan volstaat een schoorsteenpijp van ø 80-100 mm.
Een aparte ventilator blaast de verwarmde lucht de ruimte in. Dit kan echter storend zijn, daarom bestaan er ook pelletkachels die geen ventilator hebben en werken op basis van convectie- en stralingswarmte.
De moderne pelletkachel is uitgerust met een elektronisch regelsysteem. Dit optimaliseert het verbrandingsproces en bewaakt de veiligheid via diverse temperatuur- en druksensoren. Hierdoor kan de pelletkachel op een veilige manier schoon branden en een hoog rendement bereiken. Door de optimale verbranding geeft deze kachel weinig geurhinder in en rondom het huis. Het gebruikscomfort van een pelletkachel is hoog ten opzichte van de conventionele houtkachel door de automatische ontsteking, uitdoving en de ingebouwde (klok-)thermostaat. Veel pelletkachels zijn uitgerust met een instelbaar weekprogramma waardoor de kachel zichzelf op gezette tijden in- of uitschakelt.
Met een vulling pellets kan men - afhankelijk van de isolatie van de woning, de buitentemperatuur en de gewenste binnentemperatuur - één tot vijf dagen stoken. De as die vrijkomt bij de verbranding, moet doorgaans handmatig worden afgevoerd. Een 10 kW pelletkachel verbrandt ongeveer 2,5 kg pellets per uur op zijn maximale stand. Het minimale verbruik van pellets is sterk wisselend per merk pelletkachel; dit varieert van 0,3 tot 1,2 kilo per uur.

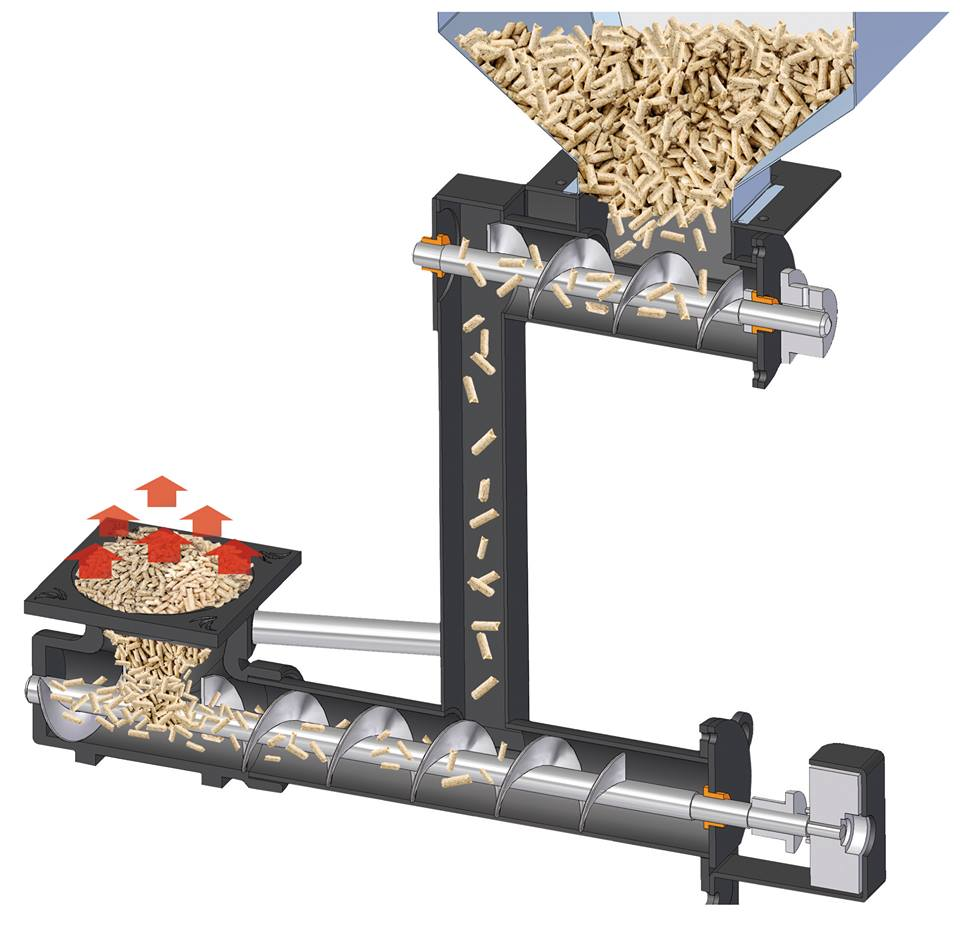
De werking van een bodemvoeder

Sommige types pelletkachels werken met een zogenaamde 'bodemvoeder'. Deze voert de pellets van onderen aan en van daar uit worden ze opgestuwd met een wormschroef, waardoor ze niet gesmoord worden door van boven vallende nieuwe pelletaanvoer. De asresten worden vanzelf over de rand van de brander gedrukt door de aanvoer van nieuwe pellets. Met een dergelijk systeem kan een hoger rendement worden gehaald en is de verbranding schoner.
Andere types werken met een pelletschroef of een tandwielensysteem. Dit heeft als voordeel dat de temperatuur beter en sneller kan geregeld worden, zonder lang na te branden. Ook is de verbranding sneller af te regelen door het systeem van lucht en brandstof naargelang de gevraagde en/of bereikte temperatuur.

## Cv-installatie

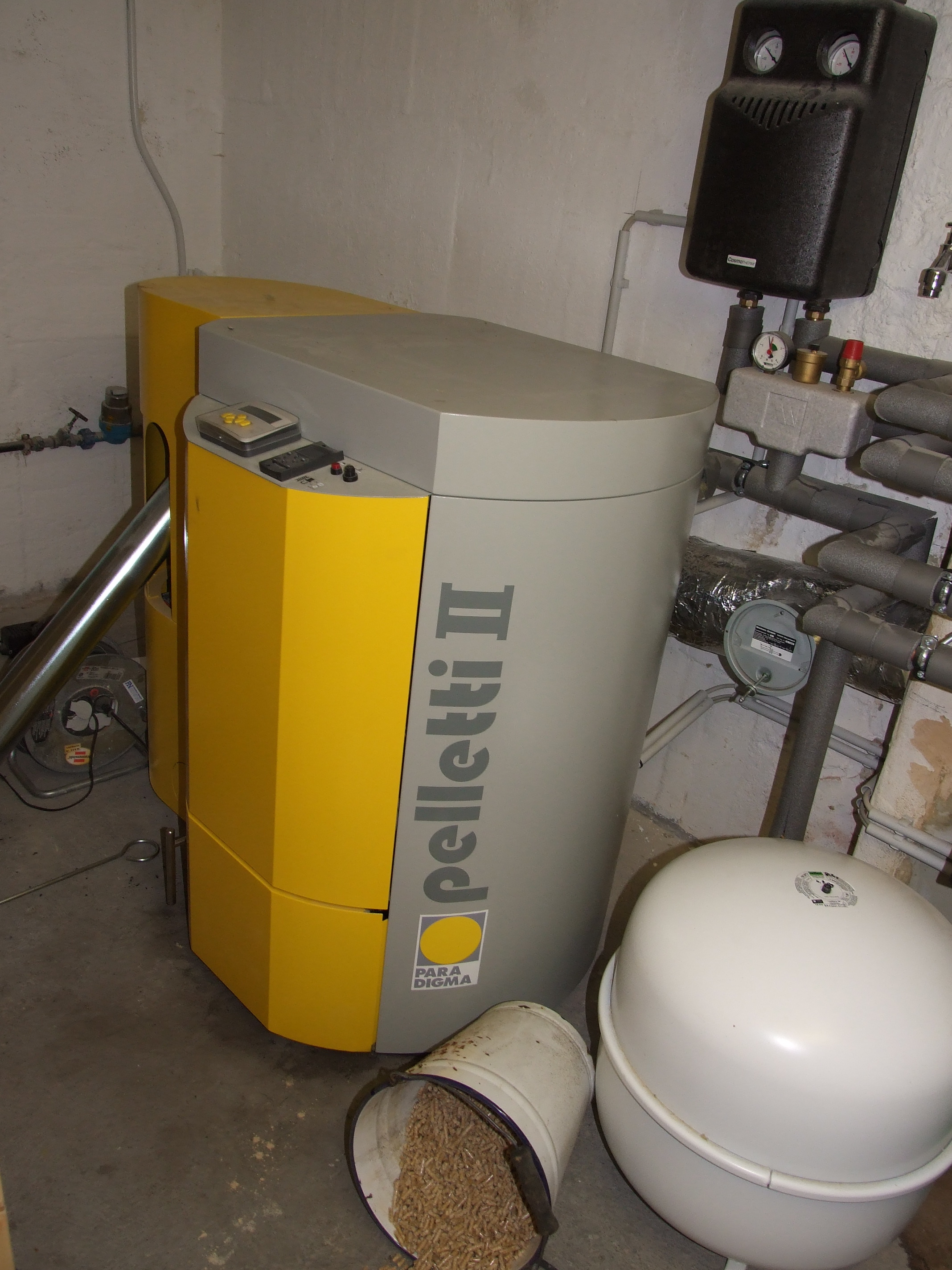
Pelletgestookte cv-ketel in de kelder van een woonhuis

Er bestaan ook cv-installaties die op pellets stoken. Het werkingsmechanisme daarvan is vergelijkbaar, maar hierbij wordt de warmte niet overgedragen aan lucht maar aan verwarmingswater of een combinatie van beide. Deze installaties beschikken doorgaans over een veel groter pelletreservoir, dat soms zelfs direct vanuit een vrachtwagen kan worden gevuld.

## CO2-uitstoot, stroomverbruik enmilieubelasting
De hoeveelheid CO2 die bij verbranding vrijkomt, komt overeen met hetgeen de boom tijdens zijn leven uit de lucht heeft opgenomen. Wel moet zoals bij elk ander type toestel, rekening gehouden worden met het energieverbruik en de uitstoot betreffende de fabricage, transport, plaatsing en installatie alsmede het onderhoud en de reparatie van het toestel en het elektriciteitsverbruik van de installatie, alsmede de fabricage en het transport van de pellets. Door de elektronisch optimaal geregelde verbranding worden relatief weinig giftige afvalstoffen geproduceerd ten opzichte van andere vormen van houtverbranding, vooropgesteld dat alleen gecertificeerde pellets uit schoon hout gestookt worden. Het stroomverbruik van een pelletkachel is verschillend per type, in de orde van 25-150 watt. Bij het opstarten is er kortdurend een hoger piekverbruik.
Het Rivm brengt sinds 2019 een stookalert uit voor dagen waarop wordt geadviseerd geheel geen hout te verbranden om gezondheidsklachten te verminderen.

## Pellets
Er kan gekozen worden voor pellets gemaakt van afvalhout, bijvoorbeeld van Staatsbosbeheer. De milieubelasting is dan zeer gering, omdat hiervoor geen speciaal hout aangeplant wordt, en een deel van het transport en fabricage vindt toch al plaats zodat er geen sprake is van extra milieubelasting. Er zijn ook meer omstreden houtbronnen, zoals Canadese pellets uit productiebossen.